# Mokume-gane
Pour les articles homonymes, voir Gane.
Mokume-gane (木目金, mokumegane), parfois écrit mokume-game, est une méthode de travail du métal japonaise qui permet de produire un métal laminé dont les différentes couches sont visibles. Mokume-gane se traduit par « métal au grain de bois », ce qui décrit l'apparence du métal qui ressemble au veinage naturel du bois.

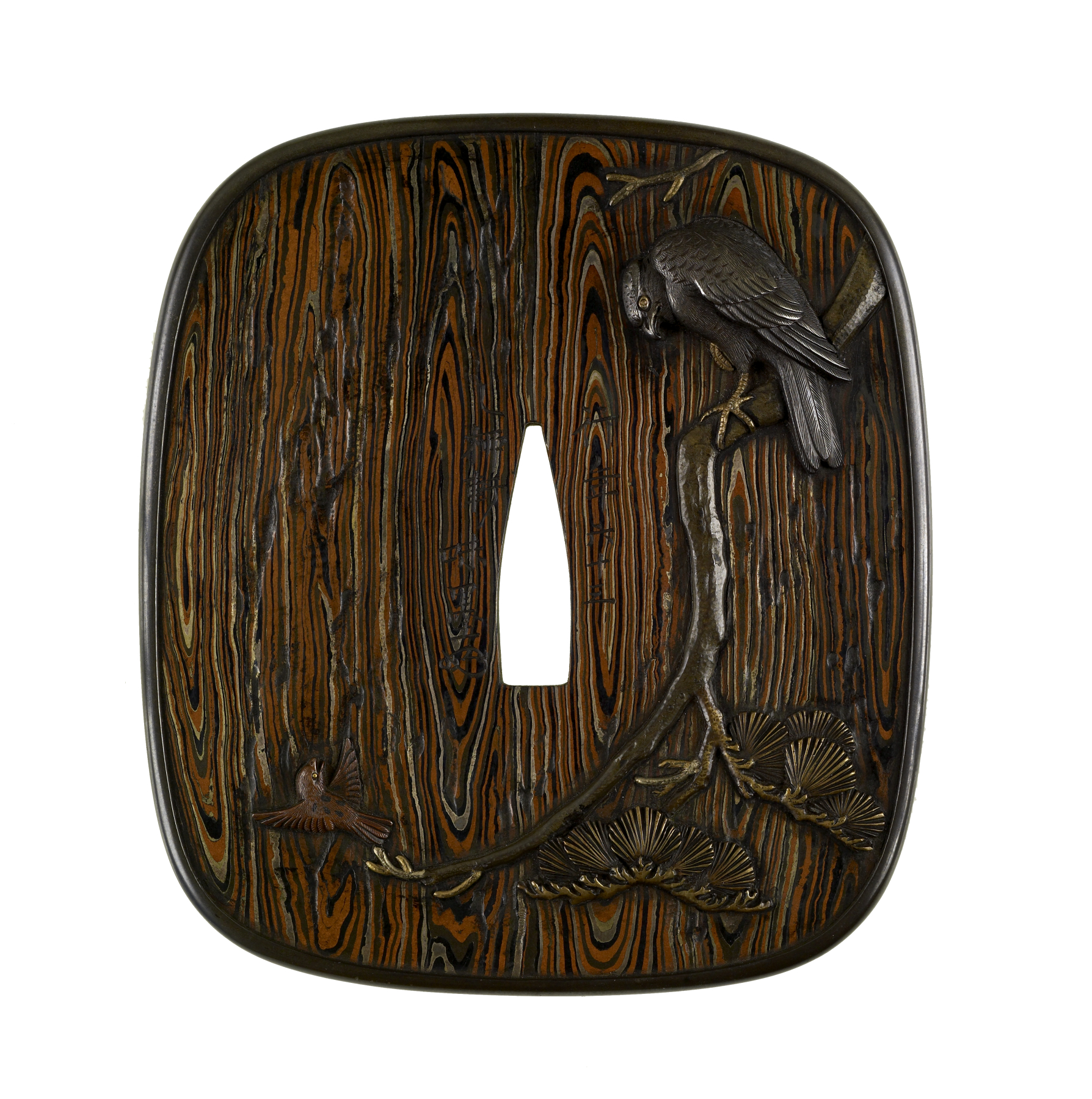
Hamano Masanobu, tsuba avec un aigle et un moineau, Walters Art Museum (51381).

Le mokume-gane a été utilisé pour créer de nombreux objets. Bien que cette technique ait été créée en premier lieu pour forger des épées, elle est aujourd'hui principalement utilisée pour la bijouterie et l'orfèvrerie.

## Histoire
Apparue au XVIIe siècle, la méthode mokume-gane était alors utilisée pour les épées exclusivement. Le sabre traditionnel du samouraï étant de moins en moins utilisé comme arme au profit d'un sens plus symbolique, une demande plus importante d'éléments décoratifs sur les poignées et les fourreaux apparaît.
Pour répondre à cette demande, Denbei Shoami (1651-1728), maître forgeron dans la préfecture d'Akita met au point la méthode du mokume-gane. Il appelle initialement son produit guri bori pour sa ressemblance avec la méthode du guri, un type de laque sculptée présentant des couches alternées rouges et noires. D'autres noms historiques ont existé : kasumi-uchi (métal-nuage), itame-gane (métal à grain de bois) ou yosefuki.
Les composants traditionnels sont des métaux doux et leurs alliages (or, cuivre, argent, shakudō, shibuichi et kuromido) qui permettent de créer des liens mécaniques lors de la phase de diffusion, sans pour autant se mélanger complètement. Cela s'est avéré approprié dans les techniques de fusion et de solidification des couches ensemble.
Au fil du temps, la pratique du mokume-gane est tombée en désuétude. L'industrie des katanas se tarit à la fin des années 1800, quand le système traditionnel de castes est dissout et que les gens ne sont plus autorisés à porter leurs sabres en public. Les rares forgerons ayant la pratique du mokume se servent de leurs compétences pour créer d'autres objets. 
Durant le XXe siècle, le mokume-gane est presque totalement inconnu. Au Japon, le rejet de l'artisanat traditionnel, allié à la difficulté de transmission de la technique a presque conduit à l'extinction de ce savoir. Seuls les universitaires et les collectionneurs étaient au courant de la technique. Ce n'est que dans les années 1970, quand Eugene Michael Pijanowski et Hiroko Sato Pijanowski amènent des pièces en mokume-gane sur le devant de la scène. Aujourd'hui, la bijouterie, l'orfèvrerie (arts de la table) et l'art utilisent cette technique.
Les méthodes modernes permettent davantage de contrôle lors de la fabrication et d'utiliser des forces de compression plus fortes. Cela permet d'utiliser des métaux non traditionnels (titane, platine, acier, bronze, laiton, maillechort), de nombreuses nuances d'or, incluant le jaune, le blanc ou le rose ou de l'argent sterling.

## Techniques

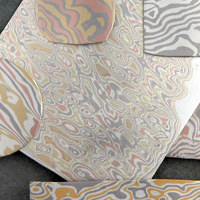
Exemple de mokume-gane, alliant or et argent.

### Fusion (traditionnel)
Les feuilles de métal sont empilées et chauffées avec soin ; la billette de bandes obtenue peut alors être forgée ou sculptée pour accroître la complexité du motif obtenu. Un laminage utilisant le procédé traditionnel nécessite les compétences d'un artisan expérimenté. La liaison est achevée quand tous les alliages utilisés sont chauds au points d'être partiellement fondus, cet état permettant de fusionner les couches les unes par rapport aux autres. Un contrôle fin de la chaleur et de bonnes compétences en forge sont requises pour ce procédé.

### Solidification (brasure)
Les feuilles de métal sont liées entre elles en utilisant de la brasure d'argent ou d'un autre alliage. Cette technique joint les métaux, mais ne permet pas un résultat parfait, en particulier sur les grandes feuilles. Le flux peut se retrouver emprisonné ou des bulles peuvent se former. Généralement, les imperfections doivent être retirées et le métal resolidarisé.

### Liaison à l'état solide (moderne)
Les procédés modernes permettent d'utiliser des fours à température et atmosphère contrôlée. Des aides mécaniques, telles qu'une presse hydraulique ou des plaques de serrage peuvent être utilisées sur les billettes lors de leur laminage. Cela permet d'utiliser une température inférieure quant aux états de solidification des différentes couches et donc l'inclusion de métaux non traditionnels.

## Développement du motifmokume

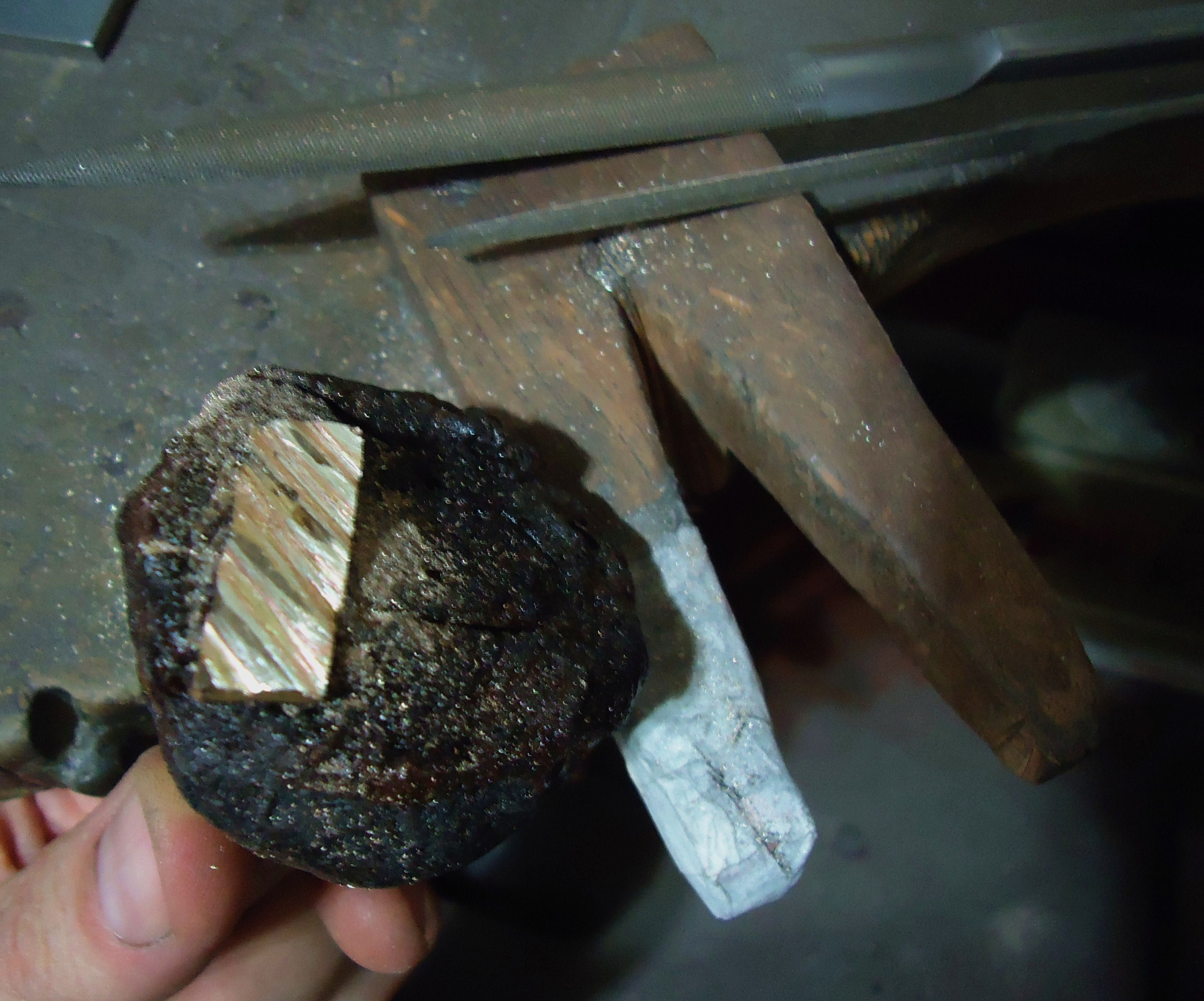
Billette de mokume en coupe.

Après la diffusion des différentes couches, la billette est coupée au ciseau pour révéler les couches internes, puis aplatie. Cette découpe et cet aplatissage sont ensuite répétés de multiples fois pour développer les motifs caractéristiques du mokume.

## Coloration
Pour accroître le contraste entre les différentes couches laminées, de nombreux objets en mokume-gane sont colorées par l'application d'une patine (une couche de corrosion contrôlée) pour accentuer ou même totalement changer la couleur de la surface du métal.

### Rokushō
Un exemple de patine traditionnelle japonaise dans le mokume-gane est l'usage du rokushō. Le rokushō est un vert-de-gris produit spécialement comme patine.
Pour colorer le shakudō et l'or, la pièce est immergée dans du rokushō bouillant et elle est agitée jusqu'à ce que la couleur souhaitée apparaisse. Le rokushō colore le shakudō en noir-pourpre. Plus il y a d'or dans l'alliage, plus la teinte sera pourpre.
Le rokushō est produit en petites quantités suivant un procédé traditionnel et il est assez difficile d'en trouver hors du Japon. Il existe des formules de substitution.
Traditionnellement, une pâte de daikon (radis blanc) est utilisée pour réaliser des patines. La pâte est appliquée immédiatement avant que la pièce ne soit immergée dans le rokushō pour protéger la pièce contre la ternissure et une coloration inégale.